# 多田昌史
多田 昌史（ただ まさし、1991年1月9日 - ）は、日本の俳優。福岡県出身。ミッシングピース所属。
本名多田昌史（ただまさふみ）。九州産業大学中退。

## 略歴
18歳で地元福岡の劇団に入所。1年後の19歳で上京した。
2012年、『理想の息子』で俳優デビュー。以降、『ビギナーズ!』ドラマ24『みんな！エスパーだよ！』『アイアムアヒーローはじまりの日』などに出演。
TAIYO MAGIC FILMにメンバーとして加入した。
2018年、ふるさと石岡映像コンテストにて小林涼子と初主演した映画『獅子の道しるべ』が最優秀作品賞を受賞した。
2019年、ええじゃないか「とよはし映画祭」にてプロデューサー兼俳優として参加した短編映画『JURI』がとよはし未来賞を受賞した。
2022年6月〜から2023年6月の1年間韓国留学後、帰国した。
2024年10月、2017年より約7年間活動していたTAIYO MAGIC FILMを退団。以降、映像分野に力を入れ活動中。

## 人物
韓国旅行が好きで多い時には年に3回ほど行く。韓国の大学路で行われる演劇を必ず観に行くほど好きだという。一番好きな作品は 『屋根部屋のネコ』（옥탑방 고양이）である。好きな俳優はソンガンホ、ユンゲサン、ジャックレモン。好きな監督はビリーワイルダー、コーエン兄弟、を挙げている。

## 出演作品

### 映画
- 2021年「mistake」水落豊
- 2021年「Arcアーク」監督：石川慶
- 2020年「それぞれ、たまゆら」監督 :土田英生
- 2019年 「JURI」監督：西条みつとし　<ええじゃないか「とよはし映画祭2019」とよはし未来賞>

SKIPシティ国際Dシネマ映画祭短編コンペティション部門ノミネート
- 2018年「獅子の道しるべ」監督：山本尚志　<いしおか映像コンテスト最優秀作品賞>
- 2018年「トラさん〜僕が猫になったワケ』」監督：筧昌也
- 2018年「shell and joint』」監督：平林勇
- 2012年「ヒミズ」監督：園子温
- 2012年「隕石とインポテンツ」監督：佐々木想　　<カンヌ国際映画祭短編コンペ部門ノミネート>

### テレビ
- AbemaTV「会社は学校じゃねぇんだよ」
- フジテレビ「スカッとジャパン」
- NTV「理想の息子」柊昌史役
- TBS「ビギナーズ」第5話　ゲスト生徒役
- TBS「とんび」
- BeeTV「Re Dream」 監督：深川栄洋
- TX「みんな！エスパーだよ！」カズオ 役
- NHKBS「ひとつ星の恋」
- dTV「アイアムアヒーローX-DAY」
- TBS「オー!マイ・ボス!恋は別冊で」 編集部員・多田 役
- 東海テレビCX系列「背徳の夜食」監督：アベラヒデノブ
- NHK大河ドラマ「青天を衝け」
- BSテレビ東京「私のエレガンス」第5話
- WOWOWオリジナルドラマ「ワンナイトモーニング」第4話
- 相棒 Season22 第6話「名探偵と眠り姫」（2023年） - 水田仁 役
- NHK夜ドラ「ミワさんなりすます」6週24話
- テレビ東京「推しを召し上がれ〜広報ガールのまろやかな日々〜」ディレクター役
- WOWOW連続ドラマW「密告はうたう2 警視庁監察ファイル〜シーズンⅡ」韓国人マフィア役
- テレビ東京「絶メシロード2024」1泊目　ゲスト出演

### CM
- Back log
- ラクス
- 日本損害保険協会
- 損保JAPAN
- INPIT Web新ドラマ「スタートアップは突然に…」
- アサヒ「マルエフ」
- タマホーム
- ラボン〜コインランドリー編
- ジョージア〜プロジェクトリーダー編
- JR SKISKI 2019-2020「この雪は消えない。」
- NECプラットフォームズ
- プラスワン〜フットサル編
- 第一興商

### VP/MV
- サントリー The Premium Malts「令和記念Web Movie」
- 朝日山酒造　朝日山で、話そう。「 同級生」篇 Web Movie
- 「リアクション ザ ブッダ After drama」　監督：清水康彦

### 舞台
- 2023年　TAIYO MAGIC FILM〜韓国全州・亀尾市　地方公演「あかねの間」作・演出：西条みつとし
- 2022年　TAIYO MAGIC FILM〜韓国ソウル公演「あかねの間」作・演出：西条みつとし
- 2021年　TAIYO MAGIC FILM「時分自間旅行2021」作・演出：西条みつとし
- 2019年　TAIYO MAGIC FILM「ぼくのタネ2019」作・演出：西条みつとし
- 2018年　TAIYO MAGIC FILM ミニ　vol.1 番外公演「動き出すカーテン」作・演出：西条みつとし
- 2017年　TAIYO MAGIC FILM「時分自間旅行」　作・演出：西条みつとし
- 2016年「鬼が哭いた夜」主演　神奈川芸術劇場
- 2014年「新シキ世界ニ花束ヲ」主演　相鉄本多劇場
- 2013年「偽りの月」主演　相鉄本多劇場
- 2011年「龍の戦誓」相鉄本多劇場

### その他
- 2025年　ドラマBOX「成り上がり若会長〜里帰り無双」長野洋太役
- 2023年　BOVA「殺され役者の人生」監督：池田萌
- 2019年　ショートショートフィルムフェスティバル：ネスレシアター「上田家の食卓」山下役　監督：平林勇

### ナレーション
ベビフル　TV-CM
SHARP〜プラズマクラスター
住友林業
Yahoo!ムービーナレーション
ダイハツ「モンスター」R -CM 
クラシエ〜ラメランス
トレジャーファクトリー